# Celso Esquivel
Celso Esquivel, född den 20 mars 1981 i General Artigas, är en paraguayansk fotbollsspelare. Vid fotbollsturneringen under OS 2004 i Aten deltog han det paraguayanska U23-laget som tog silver. 